# Gisela Schmalz
Gisela Schmalz (* 1970) ist eine deutsche Wirtschaftswissenschaftlerin und Publizistin.

## Biographie
Schmalz studierte an der WHU Vallendar und an der rheinischen Friedrich-Wilhelms-Universität Bonn Wirtschaftswissenschaften und Philosophie. Außerdem studierte sie an der Columbia University in New York und erhielt ein Stipendium der deutschen Forschungsgemeinschaft. Mit einer Arbeit zur Entstehung der US-amerikanischen Wirtschaftswissenschaften wurde sie an der Freien Universität Berlin zum Dr. rer. pol. promoviert.
Schmalz arbeitete als Schauspielerin, Moderatorin, Filmkritikerin, Filmvermarkterin, Produzentin von Dokumentarfilmen und wissenschaftlichen Fernsehbeiträgen. Am Institut für Medien- und Kommunikationspolitik (IfM) in Berlin und im Rahmen des Google Collaboratory, Berlin, forschte sie zu den Auswirkungen des Internets neuer Technologien auf die Gesellschaft. Schwerpunkte ihrer Forschung sind Managementstrategien, Technologiekonzernentwicklung, Trend- und Zukunftsforschung sowie Wirtschaftsethik.
Als Autorin veröffentlichte Schmalz im Print-, Online- und TV-Bereich. Seit 2006 ist Schmalz Professorin für Strategisches Management und Wirtschaftsethik an der Rheinischen Fachhochschule in Köln. Neben ihrer Lehrtätigkeit beteiligt sie sich an der Konzeption und am Aufbau der Datenbank zu internationalen Medienkonzernen im Rahmen des Instituts für Medien- und Kommunikationspolitik, Berlin, dem sie als Fellow angehört. Darüber hinaus verantwortet sie den wissenschaftlichen Arbeitskreis des Forschungsprojekts Ethisch-Ökologisches Rating in Frankfurt am Main.
In ihrem Buch No Economy kritisiert sie die Gratiskultur im Internet. Nach ihrer Ansicht führen die Gepflogenheiten der Gratisangebote und -nachfrage auf lange Sicht zu Qualitätsverlusten. Der Handel zum „Nulltarif“ habe eine unfaire ökonomische Verteilung zur Folge. Es würden Daten von Onlineunternehmen gespeichert, verarbeitet und verkauft, diese also nur von einigen Unternehmen monetarisiert.
Schmalz ist mütterlicherseits verwandt mit Ernst von Salomon, dem Verfasser von „Der Fragebogen“ (1951).

## Publikationen
- 1998: Der Richtungsstreit in der frühen amerikanischen Wirtschaftslehre und der Einfluss der Deutschen Historischen Schule.
- 2002: Narziss – Idol oder Patient. In: Ruhrgas AG (Hg.), Kontext Scripten 6. Essen.
- 2006: Bewegtes bewegt – Laufbilder und Emotionen. In: Gertler, Martin (Hg.). Kölner Jahrbuch zum Medien-Design. Köln.
- 2008: Internet. In: Hachmeister, Lutz: Grundlagen der Medienpolitik. Ein Handbuch. München. Deutsche Verlagsanstalt.
- 2009: No Economy – Warum der Gratiswahn das Internet zerstört. Frankfurt am Main. Eichborn Verlag.
- 2009: Spielplatz oder Marktplatz: Gratisweb.
- 2009: Schwimmübungen – Ohne Strategie gibt es kein Zurück zu Bezahlinhalten im Netz. In: epd medien, Nr. 74
- 2010: Wie nachhaltiges Digitales Wirtschaften gelingt. In: WAZ-Gruppe (Hg.): 2020 – Gedanken zur Zukunft des Internets. Essen
- 2014: Cliquenwirtschaft. Die Macht der Netzwerke: Goldman Sachs, Kirche, Google, Mafia & Co. München. Kösel-Verlag.[3]
- 2018: Nothing as Seductive. London. Picpus Press
- 2018: Das kleine Buch der großen Fragen. München. Goldmann Verlag
- 2020: Mein fremder Wille. Wie wir uns freiwillig unterwerfen und die Tech-Elite kassiert. Campus-Verlag, Frankfurt/M./New York[4]